# Aneurisma de la aorta torácica
El aneurisma de la aorta torácica (AAT) es un aneurisma aórtico que se produce por encima del diafragma. Inicialmente no suelen presentarse síntomas. Ocasionalmente puede presentarse dolor en el pecho, disnea, síndrome de la vena cava superior o disfonía. Las complicaciones pueden incluir disección aórtica, insuficiencia aórtica o rotura aórtica.
Los factores de riesgo incluyen hipertensión, tabaquismo, antecedentes familiares de la enfermedad, válvula aórtica bicúspide y trastornos del tejido conectivo. Aproximadamente el 20% de los afectados tienen antecedentes familiares. Las causas menos comunes incluyen sífilis, arteritis y después de un traumatismo importante. El diagnóstico generalmente se realiza mediante tomografía computarizada.
El tratamiento a menudo implica el uso de betabloqueadores. También se pueden utilizar enzimas convertidoras de angiotensina y estatinas. Se recomienda la cirugía para reemplazar la aorta cuando su tamaño supera los 5,0 cm a 6,5 cm. Las personas con complicaciones pueden requerir cirugía inmediata. La supervivencia a cinco años después de una cirugía planificada es del 85%, mientras que en aquellos que requieren cirugía inmediata es menor al 40%.
El aneurisma de la aorta torácica se presenta en aproximadamente 1 de cada 10.000 personas cada año. Aproximadamente el 0,25% de la población se ve afectada actualmente. Los varones se ven afectados con mayor frecuencia que las mujeres. La detección ocurre con mayor frecuencia en personas de entre 50 y 60 años. Es menos común que el aneurisma aórtico abdominal. La enfermedad fue descrita por primera vez en el siglo XVI por Andreas Vesalio. La primera cirugía se completó con éxito en 1953.